# ウィニー・ラウ
ウィニー・ラウ（劉小慧、Winnie Lau、1971年7月24日 - ）は、香港出身の歌手、女優。1988年に映画『七小福』で女優デビュー。1991年に広東語アルバム『In your dreams』で歌手デビューを果たす。

## アルバム
ポリグラムのリリース
- 1991年4月21日：In your dreams（広東語）
- 1992年5月26日：隔世感覺（広東語）
- 1993年3月5日：今宵不想告別（広東語）
- 1993年8月23日：一天四十八小時（広東語）
- 1994年3月22日：改改（広東語）

BMGのリリース
- 1994年2月24日：依戀（広東語）
- 1994年4月18日：謝謝你愛過我（北京語）
- 1995年3月29日：全程流露EP（広東語）
- 1995年8月8日：寂寞都有罪（広東語）
- 1996年1月1日：愛飛了（北京語）

## 出演作品

### 映画
- 1988年：『七小福』
- 1990年：『フロント・ページ』（原題：新半斤八兩）
- 1991年：『雙钃』
- 1992年：『童黨之街頭霸王』
- 1992年：『マジック・タッチ』（原題：神算）
- 1993年：『超級學校霸王』
- 1993年：『笑俠楚留香』
- 2003年：『無冕皇帝』
- 2004年：『新世紀Mr.Boo! ホイさま カミさま ホトケさま』（原題：鬼馬狂想曲） - 祥嫂 役
- 2006年：『新聞女郎』

### テレビドラマ
- 1990年：『成功路上』
- 1991年：『卡啦屋企』
- 1993年：『我愛牙擦蘇』